# Puchar Świata w narciarstwie dowolnym 1991/1992
Puchar Świata w narciarstwie dowolnym 1991/1992 rozpoczął się 2 grudnia 1991 we francuskim Tignes, a zakończył 14 marca 1992 w austriackim Altenmarkt. Była to 13 edycja Pucharu Świata w narciarstwie dowolnym. Puchar Świata rozegrany został w 8 krajach i 12 miastach na 3 kontynentach. Najwięcej zawodów odbyło się w Japonii, po 10 dla mężczyzn i kobiet. Rozegrano 45 zawodów dla kobiet i 44 dla mężczyzn.
Obrońcą Pucharu Świata wśród mężczyzn był Francuz Éric Laboureix, a wśród kobiet Szwajcarka Conny Kissling. W tym sezonie triumfowali: Amerykanin Trace Worthington wśród mężczyzn oraz ponownie Kissling wśród kobiet. Dla Kissling był to już dziesiąty tytuł z rzędu.

## Konkurencje
- AE = skoki akrobatyczne
- MO = jazda po muldach
- BA = balet narciarski
- KB = kombinacja

## Mężczyźni

### Kalendarz i wyniki
| Lp                                                 | Data             | Miejsce      | Konkurencja | Zwycięzca         | 2. miejsce        | 3. miejsce         |
| 1.                                                 | 2 grudnia 1991   | La Plagne    | MO          | Olivier Allamand  | Jean-Luc Brassard | Edgar Grospiron    |
| 2.                                                 | 5 grudnia 1991   | La Plagne    | BA          | Rune Kristiansen  | Roberto Franco    | Richard Peirce     |
| 3.                                                 | 7 grudnia 1991   | La Plagne    | AE          | Jean-Marc Bacquin | Philippe LaRoche  | Sébastien Foucras  |
| 4.                                                 | 7 grudnia 1991   | La Plagne    | KB          | Éric Laboureix    | Trace Worthington | Hugo Bonatti       |
| 5.                                                 | 10 grudnia 1991  | Zermatt      | BA          | Lane Spina        | Rune Kristiansen  | Roberto Franco     |
| 6.                                                 | 11 grudnia 1991  | Zermatt      | AE          | Trace Worthington | Eric Bergoust     | Philippe LaRoche   |
| 7.                                                 | 12 grudnia 1991  | Zermatt      | MO          | Jean-Luc Brassard | Edgar Grospiron   | Nelson Carmichael  |
| 8.                                                 | 12 grudnia 1991  | Zermatt      | KB          | Trace Worthington | Éric Laboureix    | David Belhumeur    |
| 9.                                                 | 15 grudnia 1991  | Piancavallo  | AE          | Philippe LaRoche  | Didier Méda       | Jean-Marc Bacquin  |
| 10.                                                | 16 grudnia 1991  | Piancavallo  | BA          | Rune Kristiansen  | Richard Peirce    | Lane Spina         |
| 11.                                                | 17 grudnia 1991  | Piancavallo  | MO          | Jörgen Pääjärvi   | Olivier Allamand  | Jean-Luc Brassard  |
| 12.                                                | 17 grudnia 1991  | Piancavallo  | KB          | Trace Worthington | Éric Laboureix    | Hugo Bonatti       |
| 13.                                                | 21 grudnia 1991  | Morzine      | MO          | Nelson Carmichael | Edgar Grospiron   | Jean-Luc Brassard  |
| 14.                                                | 10 stycznia 1992 | Blackcomb    | BA          | Lane Spina        | Richard Peirce    | Fabrice Becker     |
| 15.                                                | 11 stycznia 1992 | Blackcomb    | MO          | Edgar Grospiron   | Nelson Carmichael | Chuck Martin       |
| 16.                                                | 12 stycznia 1992 | Blackcomb    | AE          | Philippe LaRoche  | Trace Worthington | Kris Feddersen     |
| 17.                                                | 12 stycznia 1992 | Blackcomb    | AE          | Trace Worthington | Hugo Bonatti      | David Belhumeur    |
| 18.                                                | 16 stycznia 1992 | Breckenridge | BA          | Rune Kristiansen  | Youri Gilg        | Lane Spina         |
| 19.                                                | 17 stycznia 1992 | Breckenridge | BA          | Fabrice Becker    | Rune Kristiansen  | Lane Spina         |
| 20.                                                | 18 stycznia 1992 | Breckenridge | MO          | Edgar Grospiron   | Youri Gilg        | Leif Persson       |
| 21.                                                | 19 stycznia 1992 | Breckenridge | AE          | Eric Bergoust     | Didier Méda       | Kris Feddersen     |
| 22.                                                | 19 stycznia 1992 | Breckenridge | KB          | Trace Worthington | David Belhumeur   | Hugo Bonatti       |
| 23.                                                | 23 stycznia 1992 | Lake Placid  | BA          | Lane Spina        | Fabrice Becker    | Richard Peirce     |
| 24.                                                | 24 stycznia 1992 | Lake Placid  | MO          | Nelson Carmichael | Jean-Luc Brassard | Lane Barrett       |
| 25.                                                | 25 stycznia 1992 | Lake Placid  | AE          | Philippe LaRoche  | Kris Feddersen    | Trace Worthington  |
| 26.                                                | 25 stycznia 1992 | Lake Placid  | KB          | Trace Worthington | David Belhumeur   | Bernard Brandt     |
| 27.                                                | 31 stycznia 1992 | Oberjoch     | BA          | Fabrice Becker    | Richard Peirce    | Rune Kristiansen   |
| 28.                                                | 1 lutego 1992    | Oberjoch     | MO          | Edgar Grospiron   | Jean-Luc Brassard | Fredric Ericksson  |
| 29.                                                | 2 lutego 1992    | Oberjoch     | AE          | Philippe LaRoche  | Jean-Marc Bacquin | Nicolas Fontaine   |
| 30.                                                | 2 lutego 1992    | Oberjoch     | KB          | David Belhumeur   | Trace Worthington | Hugo Bonatti       |
| 16. Zimowe Igrzyska Olimpijskie 1992 – Albertville |                  |              |             |                   |                   |                    |
| 31.                                                | 28 lutego 1992   | Inawashiro   | BA          | Fabrice Becker    | Rune Kristiansen  | Armin Weiss        |
| 32.                                                | 29 lutego 1992   | Inawashiro   | MO          | Edgar Grospiron   | Nelson Carmichael | Olivier Allamand   |
| 33.                                                | 1 marca 1992     | Inawashiro   | AE          | Jean-Marc Bacquin | Didier Méda       | Kris Feddersen     |
| 34.                                                | 1 marca 1992     | Inawashiro   | KB          | David Belhumeur   | Trace Worthington | Hugo Bonatti       |
| 35.                                                | 5 marca 1992     | Madarao      | AE          | Trace Worthington | Nicolas Fontaine  | Jean-Marc Bacquin  |
| 36.                                                | 5 marca 1992     | Madarao      | KB          | Trace Worthington | Hugo Bonatti      | David Belhumeur    |
| 37.                                                | 6 marca 1992     | Madarao      | BA          | Rune Kristiansen  | Lane Spina        | Fabrice Becker     |
| 38.                                                | 7 marca 1992     | Madarao      | MO          | Edgar Grospiron   | Nelson Carmichael | Jean-Luc Brassard  |
| 39.                                                | 8 marca 1992     | Madarao      | AE          | Didier Méda       | Nicolas Fontaine  | Dave Valenti       |
| 40.                                                | 8 marca 1992     | Madarao      | KB          | Trace Worthington | Hugo Bonatti      | David Belhumeur    |
| 41.                                                | 12 marca 1992    | Altenmarkt   | BA          | Fabrice Becker    | Richard Peirce    | Dave Walker        |
| 42.                                                | 13 marca 1992    | Altenmarkt   | MO          | Edgar Grospiron   | Olivier Allamand  | Jean-Luc Brassard  |
| 43.                                                | 14 marca 1992    | Altenmarkt   | AE          | Jean-Marc Bacquin | Kris Feddersen    | Philippe LaRoche   |
| 44.                                                | 14 marca 1992    | Altenmarkt   | KB          | Trace Worthington | David Belhumeur   | Siergiej Szuplecow |

### Klasyfikacje
| Lp. | Zawodnik          | Punkty |
| --- | ----------------- | ------ |
| 1.  | Trace Worthington | 49     |
| 2.  | Youri Gilg        | 33     |
| 2.  | Hugo Bonatti      | 33     |
| 2.  | David Belhumeur   | 33     |
| 5.  | Edgar Grospiron   | 25     |
| 6.  | Philippe LaRoche  | 24     |
| 6.  | Rune Kristiansen  | 24     |
| 6.  | Fabrice Becker    | 24     |
| 6.  | Lane Spina        | 24     |
| 6.  | Didier Méda       | 24     |
| 6.  | Jean-Luc Brassard | 24     |

| Lp. | Zawodnik          | Punkty |
| --- | ----------------- | ------ |
| 1.  | Philippe LaRoche  | 189    |
| 2.  | Jean-Marc Bacquin | 186    |
| 3.  | Kris Feddersen    | 180    |
| 4.  | Didier Méda       | 177    |
| 5.  | Trace Worthington | 175    |
| 6.  | Eric Bergoust     | 171    |
| 7.  | Nicolas Fontaine  | 162    |
| 8.  | Ray Fuerst        | 147    |
| 9.  | Hugo Bonatti      | 131    |
| 10. | Christian Rijavec | 125    |

| Lp. | Zawodnik          | Punkty |
| --- | ----------------- | ------ |
| 1.  | Edgar Grospiron   | 198    |
| 2.  | Jean-Luc Brassard | 189    |
| 3.  | Olivier Allamand  | 184    |
| 4.  | Nelson Carmichael | 176    |
| 5.  | Youri Gilg        | 162    |
| 6.  | John Smart        | 139    |
| 7.  | Leif Persson      | 124    |
| 8.  | Jörgen Pääjärvi   | 114    |
| 9.  | Christian Marcoux | 109    |
| 10. | Chuck Martin      | 107    |

| Lp. | Zawodnik          | Punkty |
| --- | ----------------- | ------ |
| 1.  | Rune Kristiansen  | 195    |
| 2.  | Fabrice Becker    | 191    |
| 3.  | Lane Spina        | 190    |
| 4.  | Richard Peirce    | 185    |
| 5.  | Roberto Franco    | 172    |
| 6.  | Dave Walker       | 170    |
| 7.  | Armin Weiss       | 165    |
| 8.  | Heini Baumgartner | 153    |
| 9.  | Jeff Wintersteen  | 136    |
| 10. | Craig Young       | 118    |

| Lp. | Zawodnik                   | Punkty |
| --- | -------------------------- | ------ |
| 1.  | Trace Worthington          | 120    |
| 2.  | David Belhumeur            | 110    |
| 3.  | Hugo Bonatti               | 107    |
| 4.  | Bernard Brandt             | 46     |
| 5.  | Éric Laboureix             | 43     |
| 6.  | Siergiej Szuplecow         | 13     |
| 7.  | Darcy Downs                | 12     |
| 8.  | Nick Cleaver               | 11     |
| 8.  | Wolfgang Grosstessner-Hain | 11     |

## Kobiety

### Kalendarz i wyniki
| Lp                                                 | Data             | Miejsce      | Konkurencja | Zwyciężczyni     | 2. miejsce           | 3. miejsce           |
| 1.                                                 | 5 grudnia 1991   | La Plagne    | BA          | Conny Kissling   | Julia Snell          | Ellen Breen          |
| 2.                                                 | 6 grudnia 1991   | La Plagne    | MO          | Donna Weinbrecht | Stine Lise Hattestad | Liz McIntyre         |
| 3.                                                 | 7 grudnia 1991   | La Plagne    | AE          | Kirstie Marshall | Marie Lindgren       | Jilly Curry          |
| 4.                                                 | 7 grudnia 1991   | La Plagne    | KB          | Conny Kissling   | Jilly Curry          | Katherina Kubenk     |
| 5.                                                 | 10 grudnia 1991  | Zermatt      | BA          | Conny Kissling   | Sharon Petzold       | Jelena Batałowa      |
| 6.                                                 | 11 grudnia 1991  | Zermatt      | AE          | Elfie Simchen    | Lina Cheryazova      | Colette Brand        |
| 7.                                                 | 12 grudnia 1991  | Zermatt      | MO          | Raphaëlle Monod  | Donna Weinbrecht     | Stine Lise Hattestad |
| 8.                                                 | 12 grudnia 1991  | Zermatt      | KB          | Conny Kissling   | Maja Schmid          | Katherina Kubenk     |
| 9.                                                 | 15 grudnia 1991  | Piancavallo  | AE          | Kirstie Marshall | Colette Brand        | Marie Lindgren       |
| 10.                                                | 16 grudnia 1991  | Piancavallo  | BA          | Conny Kissling   | Sharon Petzold       | Karen Hunter         |
| 11.                                                | 17 grudnia 1991  | Piancavallo  | MO          | Donna Weinbrecht | Stine Lise Hattestad | Raphaëlle Monod      |
| 12.                                                | 17 grudnia 1991  | Piancavallo  | KB          | Conny Kissling   | Maja Schmid          | Jilly Curry          |
| 13.                                                | 21 grudnia 1991  | Morzine      | MO          | Donna Weinbrecht | Raphaëlle Monod      | LeeLee Morrison      |
| 14.                                                | 10 stycznia 1992 | Blackcomb    | BA          | Conny Kissling   | Cathy Fechoz         | Monika Kamber        |
| 15.                                                | 11 stycznia 1992 | Blackcomb    | MO          | Donna Weinbrecht | Maggie Connor        | Liz McIntyre         |
| 16.                                                | 12 stycznia 1992 | Blackcomb    | AE          | Kirstie Marshall | Elfie Simchen        | Colette Brand        |
| 17.                                                | 12 stycznia 1992 | Blackcomb    | AE          | Katherina Kubenk | Kylie Gill           | Maja Schmid          |
| 18.                                                | 16 stycznia 1992 | Breckenridge | BA          | Conny Kissling   | Sharon Petzold       | Karen Hunter         |
| 19.                                                | 17 stycznia 1992 | Breckenridge | BA          | Conny Kissling   | Sharon Petzold       | Cathy Fechoz         |
| 20.                                                | 18 stycznia 1992 | Breckenridge | MO          | Donna Weinbrecht | Silvia Marciandi     | Stine Lise Hattestad |
| 21.                                                | 19 stycznia 1992 | Breckenridge | AE          | Kirstie Marshall | Hilde Synnøve Lid    | Sue Michalski-Cagen  |
| 22.                                                | 19 stycznia 1992 | Breckenridge | KB          | Conny Kissling   | Jilly Curry          | Maja Schmid          |
| 23.                                                | 22 stycznia 1992 | Montreal     | AE          | Kirstie Marshall | Marie Lindgren       | Colette Brand        |
| 24.                                                | 23 stycznia 1992 | Lake Placid  | BA          | Conny Kissling   | Sharon Petzold       | Annika Johansson     |
| 25.                                                | 24 stycznia 1992 | Lake Placid  | MO          | Donna Weinbrecht | Raphaëlle Monod      | Birgit Stein-Keppler |
| 26.                                                | 25 stycznia 1992 | Lake Placid  | AE          | Elfie Simchen    | Marie Lindgren       | Kristean Porter      |
| 27.                                                | 25 stycznia 1992 | Lake Placid  | KB          | Maja Schmid      | Conny Kissling       | Kristean Porter      |
| 28.                                                | 31 stycznia 1992 | Oberjoch     | BA          | Conny Kissling   | Sharon Petzold       | Cathy Fechoz         |
| 29.                                                | 1 lutego 1992    | Oberjoch     | MO          | Donna Weinbrecht | Stine Lise Hattestad | Tatjana Mittermayer  |
| 30.                                                | 2 lutego 1992    | Oberjoch     | AE          | Lina Cheryazova  | Kirstie Marshall     | Colette Brand        |
| 31.                                                | 2 lutego 1992    | Oberjoch     | KB          | Jilly Curry      | Maja Schmid          | Conny Kissling       |
| 16. Zimowe Igrzyska Olimpijskie 1992 – Albertville |                  |              |             |                  |                      |                      |
| 32.                                                | 28 lutego 1992   | Inawashiro   | BA          | Conny Kissling   | Ellen Breen          | Julia Snell          |
| 33.                                                | 29 lutego 1992   | Inawashiro   | MO          | Donna Weinbrecht | Stine Lise Hattestad | Tatjana Mittermayer  |
| 34.                                                | 1 marca 1992     | Inawashiro   | AE          | Nikki Stone      | Kirstie Marshall     | Colette Brand        |
| 35.                                                | 1 marca 1992     | Inawashiro   | KB          | Conny Kissling   | Jilly Curry          | Katherina Kubenk     |
| 36.                                                | 5 marca 1992     | Madarao      | AE          | Kirstie Marshall | Nikki Stone          | Colette Brand        |
| 37.                                                | 5 marca 1992     | Madarao      | KB          | Conny Kissling   | Jilly Curry          | Maja Schmid          |
| 38.                                                | 6 marca 1992     | Madarao      | BA          | Julia Snell      | Conny Kissling       | Sharon Petzold       |
| 39.                                                | 7 marca 1992     | Madarao      | MO          | Raphaëlle Monod  | Donna Weinbrecht     | Stine Lise Hattestad |
| 40.                                                | 8 marca 1992     | Madarao      | AE          | Elfie Simchen    | Nikki Stone          | Colette Brand        |
| 41.                                                | 8 marca 1992     | Madarao      | KB          | Maja Schmid      | Conny Kissling       | Jilly Curry          |
| 42.                                                | 12 marca 1992    | Altenmarkt   | BA          | Cathy Fechoz     | Conny Kissling       | Sharon Petzold       |
| 43.                                                | 13 marca 1992    | Altenmarkt   | MO          | Raphaëlle Monod  | Donna Weinbrecht     | Stine Lise Hattestad |
| 44.                                                | 14 marca 1992    | Altenmarkt   | AE          | Marie Lindgren   | Karin Kuster         | Colette Brand        |
| 45.                                                | 14 marca 1992    | Altenmarkt   | KB          | Conny Kissling   | Jilly Curry          | Stacey Blumer        |

### Klasyfikacje
| Lp. | Zawodniczka          | Punkty |
| --- | -------------------- | ------ |
| 1.  | Conny Kissling       | 22     |
| 2.  | Maja Schmid          | 15     |
| 3.  | Jilly Curry          | 13     |
| 4.  | Donna Weinbrecht     | 12     |
| 5.  | Kirstie Marshall     | 11     |
| 5.  | Sharon Petzold       | 11     |
| 6.  | Colette Brand        | 10     |
| 6.  | Stine Lise Hattestad | 10     |
| 6.  | Kristean Porter      | 10     |
| 6.  | Raphaëlle Monod      | 10     |
| 6.  | Katherina Kubenk     | 10     |

| Lp. | Zawodniczka         | Punkty |
| --- | ------------------- | ------ |
| 1.  | Kirstie Marshall    | 103    |
| 2.  | Colette Brand       | 91     |
| 3.  | Marie Lindgren      | 83     |
| 4.  | Elfie Simchen       | 81     |
| 5.  | Hilde Synnøve Lid   | 67     |
| 6.  | Sue Michalski-Cagen | 63     |
| 7.  | Kristean Porter     | 58     |
| 8.  | Jilly Curry         | 43     |
| 9.  | Nikki Stone         | 42     |
| 10. | Lina Cheryazova     | 41     |

| Lp. | Zawodniczka          | Punkty |
| --- | -------------------- | ------ |
| 1.  | Donna Weinbrecht     | 96     |
| 2.  | Stine Lise Hattestad | 84     |
| 3.  | Raphaëlle Monod      | 83     |
| 4.  | Birgit Stein-Keppler | 69     |
| 5.  | Tatjana Mittermayer  | 67     |
| 6.  | Liz McIntyre         | 56     |
| 7.  | Petra Moroder        | 51     |
| 8.  | LeeLee Morrison      | 36     |
| 9.  | Silvia Marciandi     | 30     |
| 10. | Ann Battelle         | 22     |

| Lp. | Zawodniczka      | Punkty |
| --- | ---------------- | ------ |
| 1.  | Conny Kissling   | 96     |
| 2.  | Sharon Petzold   | 86     |
| 3.  | Cathy Fechoz     | 73     |
| 4.  | Annika Johansson | 68     |
| 5.  | Julia Snell      | 66     |
| 6.  | Karen Hunter     | 61     |
| 7.  | Monika Kamber    | 59     |
| 8.  | Maja Schmid      | 41     |
| 9.  | Ellen Breen      | 37     |
| 10. | Jelena Batałowa  | 32     |

| Lp. | Zawodniczka       | Punkty |
| --- | ----------------- | ------ |
| 1.  | Conny Kissling    | 63     |
| 2.  | Jilly Curry       | 55     |
| 2.  | Maja Schmid       | 55     |
| 4.  | Katherina Kubenk  | 43     |
| 5.  | Kristean Porter   | 15     |
| 5.  | Stacey Blumer     | 15     |
| 7.  | Kylie Gill        | 10     |
| 8.  | Natalja Oriechowa | 4      |
| ... |                   |        |
| ... |                   |        |